# Scutiger gongshanensis
Scutiger gongshanensis е вид земноводно от семейство Megophryidae. Видът е световно застрашен, със статут Уязвим.

## Разпространение
Разпространен е в Китай.